# هدايا المائدة

غلاف نسخة من مجموعة القصائد (هدايا المائدة) مترجمة إلى الإنجليزية، نشرت في عام 2012

هدايا المائدة (بالألمانية: Gastgeschenke) الاسم الأصلي للقصائد مأخوذ من الإغريقية (Xenien)، وهي مجموعة قصائد هجائية سياسية من تأليف الأديب الألماني يوهان فولفغانغ فون غوته بالاشتراك مع الأديب الألماني الآخر ورفيقه فريدرش شيلر، نشر الأديبان القصائد ليردا على الانتقاد الذي تعرضت له صحيفة «دي هورن» (Die Horen) التي قامت على أساس الصداقة بين غوته وشيلر.

## وصلات خارجية
- هدايا المائدة ، على كتب جوجل.
- هدايا المائدة ، على مكتبة جامعة ويسكونسن-ماديسون.
- هدايا المائدة ، على موقع أمازون.
- هدايا المائدة ، على ويكي مصدر الألمانية.
- هدايا المائدة ، على مكتبة جامعة هارفارد.